# Lucero Soto
Lucero Soto (nacida en 1948), también conocida como Lucero Soto de Peniche y Lucero Peniche, es una exjugadora de bádminton mexicana que destacó desde mediados de la década de los 60 hasta mediados de los 70.
Está casada con Salvador Peniche, quien también es un exjugador de bádminton mexicano, y que fue parte de la histórica y primera selección mexicana que compitió por la Copa Thomas de 1964 en contra de Japón; ambas selecciones estuvieron ubicadas en la zona americana.Además, en 1965 logró ser campeón nacional en la modalidad de dobles masculino junto con Guillermo Allier.
Su hermano Antonio Soto también practicó bádminton durante la década de los 60 y compitió en torneos nacionales e internacionales.

## Logros deportivos
En 1964, Lucero Soto ganó el Campeonato Nacional de Bádminton de México en las modalidades de singles femenil y dobles femenil. Ese mismo año, Lucero ganó el dobles femenil del Campeonato Nacional Abierto de Bádminton de México, jugando de pareja de Carolina Allier.
En 1966, Lucero Soto obtuvo dos títulos más del Campeonato Nacional de Bádminton de México; el dobles femenil junto con Angelina Cazorla y la categoría de mixtos, jugando de pareja de Antonio Rangel. Lucero Soto también ganó la categoría del dobles femenil del Campeonato Nacional Abierto de Bádminton de México, a lado de la norteamericana Carlene Starkey.
En 1968, Lucero Soto y Carolina Allier ganaron una vez más el título del dobles femenil del Campeonato Nacional Abierto de Bádminton de México. Además, Lucero Soto, de pareja de Channarong Ratanaseangsuang, ganó el evento de mixtos de ese mismo torneo.
En 1968 y 1969, Lucero Soto volvió a ganar el título de dobles femenil del Campeonato Nacional de Bádminton de México, haciendo equipo con Carolina Allier.
En 1971 y 1972, Lucero Soto se coronó campeona del singles femenil en el Campeonato Nacional de Bádminton de México; asimismo, en 1972, Lucero ganó el evento de dobles femenil, jugando de pareja de Susana Zenea. Ese mismo año, Lucero Soto obtuvo el singles femenil del Campeonato Nacional Abierto de México.
Finalmente, en 1974, Lucero Soto y Susana Zenea volvieron a ganar el evento de dobles femenil del Campeonato Nacional de Bádminton de México.
| Año  | Torneo                                             | Evento          | Lugar | Nombre                                    |
| ---- | -------------------------------------------------- | --------------- | ----- | ----------------------------------------- |
| 1964 | Campeonato Nacional de Bádminton de México         | Singles femenil | 1     | Lucero Soto                               |
| 1964 | Campeonato Nacional de Bádminton de México         | Dobles femenil  | 1     | Carolina Allier / Lucero Soto             |
| 1964 | Campeonato Nacional Abierto de Bádminton de México | Dobles femenil  | 1     | Carolina Allier / Lucero Soto             |
| 1966 | Campeonato Nacional de Bádminton de México         | Mixtos          | 1     | Antonio Rangel / Lucero Soto              |
| 1966 | Campeonato Nacional de Bádminton de México         | Dobles femenil  | 1     | Angelina Cazorla / Lucero Soto            |
| 1966 | Campeonato Nacional Abierto de Bádminton de México | Dobles femenil  | 1     | Carlene Starkey / Lucero Soto             |
| 1968 | Campeonato Nacional de Bádminton de México         | Dobles femenil  | 1     | Carolina Allier / Lucero Soto             |
| 1968 | Campeonato Nacional Abierto de Bádminton de México | Dobles femenil  | 1     | Carolina Allier / Lucero Soto             |
| 1968 | Campeonato Nacional Abierto de Bádminton de México | Mixtos          | 1     | Channarong Ratanaseangsuang / Lucero Soto |
| 1969 | Campeonato Nacional de Bádminton de México         | Dobles femenil  | 1     | Carolina Allier / Lucero Soto             |
| 1971 | Campeonato Nacional de Bádminton de México         | Singles femenil | 1     | Lucero Soto                               |
| 1972 | Campeonato Nacional de Bádminton de México         | Singles femenil | 1     | Lucero Soto                               |
| 1972 | Campeonato Nacional de Bádminton de México         | Dobles femenil  | 1     | Susana Zenea / Lucero Soto                |
| 1972 | Campeonato Nacional Abierto de Bádminton de México | Singles femenil | 1     | Lucero Soto                               |
| 1974 | Campeonato Nacional de Bádminton de México         | Dobles femenil  | 1     | Susana Zenea / Lucero Soto                |

## Reconocimientos
- Con motivo de los festejos por el 75 aniversario del Centro Deportivo Chapultepec, en 2015 a su esposo y a ella les otorgaron, junto con otras personalidades del deporte mexicano, el libro Centro Deportivo Chapultepec, tradición y compromiso, por haber sido parte de la historia de dicho deportivo, del bádminton mexicano y de la historia del deporte en México[n. 1]